# Hundige
Hundige / Hundige Strand is een plaats in de Deense regio Seeland, gemeente Greve. Hundige ligt ten noorden van de plaats Greve Strand en telt ongeveer 17.000 inwoners.
Hundige heeft een S-tog-station. Het nabijgelegen Hundige StorCenter is een groot winkelcentrum in de plaats met 28.400 m² vloeroppervlakte aan winkels.